# Valia Kalnta kai Techniti Limni Aoou
Valia Kalnta kai Techniti Limni Aoou este o arie protejată (arie de protecție specială avifaunistică — SPA) din Grecia întinsă pe o suprafață de 14.459,9 ha, integral pe uscat.

## Localizare
Centrul sitului Valia Kalnta kai Techniti Limni Aoou este situat la coordonatele 39°52′46″N 21°07′44″E / 39.879473°N 21.128856°E.

## Înființare
Situl Valia Kalnta kai Techniti Limni Aoou a fost declarat arie de protecție specială avifaunistică în octombrie 1987 pentru a proteja 41 de specii de animale.

## Biodiversitate
Situată în ecoregiunea mediteraneană, aria protejată nu include niciun habitat protejat.
La baza desemnării sitului se află mai multe specii protejate de  păsări (41): minunița (Aegolius funereus), ciocârlie-de-câmp (Alauda arvensis), fâsă-de-câmp (Anthus campestris), fâsă de pădure (Anthus trivialis), buha (Bubo bubo), șorecarul comun (Buteo buteo), caprimulg (Caprimulgus europaeus), rândunică roșcată (Cecropis daurica), șerpar (Circaetus gallicus), lăstun de casă (Delichon urbicum), ciocănitoare cu spate alb (Dendrocopos leucotos), ciocănitoare de grădină (Dendrocopos syriacus), ciocănitoare neagră (Dryocopus martius), Emberiza caesia, presură de grădină (Emberiza hortulana), măcăleandru (Erithacus rubecula), Falco eleonorae, cinteză (Fringilla coelebs), rândunică (Hirundo rustica), capîntortură (Jynx torquilla), sfrâncioc roșiatic (Lanius collurio), Leiopicus medius, ciocârlie de pădure (Lullula arborea), mierlă de piatră (Monticola saxatilis), codobatură galbenă (Motacilla alba), codobatură de munte (Motacilla cinerea), muscar sur (Muscicapa striata), pietrar sur (Oenanthe oenanthe), ciuf-pitic (Otus scops), viespar (Pernis apivorus), codroș de munte (Phoenicurus ochruros), codroșul de pădure (Phoenicurus phoenicurus), pitulice de munte (Phylloscopus collybita), ciocănitoare de munte (Picoides tridactylus), ciocănitoare verzuie (Picus canus), turturică (Streptopelia turtur), silvie roșcată (Sylvia cantillans), silvie de câmp (Sylvia communis), silvie-mică (Sylvia curruca), sturz-cântător (Turdus philomelos), mierlă gulerată (Turdus torquatus).
Pe lângă speciile protejate, pe teritoriul sitului au mai fost identificate 17 specii de plante, 12 specii de păsări, 6 specii de amfibieni, 12 specii de mamifere, 1 specie de nevertebrate, 10 specii de reptile.